# LPWAN
LPWAN（Low-Power Wide-Area Network，低功率廣域網路）也稱為LPWA (Low-Power Wide-Area) ，或 LPN（Low-Power Network，低功率網路），是一種用在物聯網（例如以電池為電源的感測器），可以用低位元率進行長距離通訊的無線網路。低電量需求、低位元率與使用時機可以用來區分LPWAN與無線廣域網路，無線廣域網路是設計來連接企業或用戶，可以傳輸更多資料但也更耗能。LPWAN每個頻道的傳輸速率介於0.3 kbit/s 到 50 kbit/s之間。
LPWAN可以用來建立一個私有的無線感測網路，但也可以是一個第三方提供的服務或基礎設施，這使感測器的擁有者可以直接部屬感測器，而不必投資經費於閘道器的建設。

## 特點
LPWAN的運作範圍，從城市的數公里到鄉村的超過十公里不等。也可以在以往不可行的室內以及地下位置進行通訊。
有關LPWAN設備的使用功率，設備商聲稱內建電池的電力可以使用數十年，不過這還沒有在現實世界驗證過。 

## 平台和技術
以下是一些LPWAN裡的競爭標準以及供應商：
- DASH7（英语：DASH7）是低延遲、雙向的韌體標準，運作在許多的LPWAN廣播技術中（包括LoRa）。
- Wize（英语：Wize technology）是LPWAN的開放標準，不需授權費，源自歐盟標準Wireless Mbus[6]。

- 啁啾展頻（英语：Chirp spread spectrum）（CSS）基礎的設備。

- Sigfox是法國公司，其技術是以UNB為基礎[7]。

- LoRa是LoRaWAN、Haystack Technologies及Symphony Link使用的私有啁啾展頻技術[8][9]。
- MIoTy（英语：MIoTy），使用 telegram splitting 技術的協定。

- Weightless（英语：Weightless (wireless communications)）是Ubiik使用的LPWAN開放標準。
- ELTRES是Sony使用的LPWA技術，在移動速度100 km/h時，傳輸距離可超過100公里[10]。
- IEEE 802.11ah，也稱為Wi-Fi HaLow，是低功率、大範圍的802.11無線網路標準，其中使用了sub-gig頻率[11]。

### Ultra-narrow band
Ultra Narrowband（UNB），是以下公司使用的LPWAN技術：
- Sigfox，法國的UNB技術公司[12]。
- Weightless，是Weightless SIG發展的一組通訊標準[13]。
- NB-Fi（英语：NB-Fi），是由WAVIoT公司開發的技術[14]。

## 外部連結
- RPMA: Random Phase Multiple Access by Ingenu, https://www.ingenu.com （页面存档备份，存于） San Diego, US